# Équipe cycliste SmartStop
L'équipe cycliste SmartStop est une équipe cycliste américaine qui a vu le jour en 2008 sur les bases de l'équipe Time qui a été dissoute. Elle prend finalement le nom de Mountain Khakis. Elle a le statut d'équipe continentale. L'équipe disparaît à l'issue de la saison 2015.

## Classements UCI
L'équipe participe aux différents circuits continentaux et en particulier les courses de l'UCI America Tour. Le tableau ci-dessous présente les classements de l'équipe sur ces circuits, ainsi que son meilleur coureur au classement individuel. 
UCI America Tour
| Saison | Classement par équipes | Meilleur coureur au classement individuel |
| ------ | ---------------------- | ----------------------------------------- |
| 2013   | 24e                    | Bobby Lea (120e)                          |
| 2014   | 1re                    | Jure Kocjan (3e)                          |
| 2015   | 6e                     | Rob Britton (11e)                         |

UCI Europe Tour
| Saison | Classement par équipes | Meilleur coureur au classement individuel |
| ------ | ---------------------- | ----------------------------------------- |
| 2014   | 121e                   | Jure Kocjan (801e)                        |

## Championnats nationaux
- Championnats des États-Unis sur route : 2
  - Course en ligne : 2014 (Eric Marcotte)
  - Critérium : 2015 (Eric Marcotte)
- Championnats du Mexique sur route : 1
  - Contre-la-montre : 2015 (Flavio de Luna)

## SmartStop en 2015

### Effectif
| Cycliste            | Date de naissance | Nationalité | Équipe 2014                     |  |
| ------------------- | ----------------- | ----------- | ------------------------------- |  |
| Zachary Bell        | 14 novembre 1982  | Canada      | SmartStop                       |  |
| Rob Britton         | 22 septembre 1984 | Canada      | SmartStop                       |  |
| Chris Butler        | 16 février 1988   | États-Unis  | Hincapie Sportswear Development |  |
| Kris Dahl           | 7 juillet 1992    | Canada      | SmartStop                       |  |
| Flavio de Luna      | 26 janvier 1990   | Mexique     | SmartStop                       |  |
| Evan Huffman        | 7 janvier 1990    | États-Unis  | Astana                          |  |
| Nate King           | 3 septembre 1987  | États-Unis  |                                 |  |
| Shane Kline         | 11 avril 1989     | États-Unis  | SmartStop                       |  |
| Jure Kocjan         | 18 octobre 1984   | Slovénie    | SmartStop                       |  |
| Julian Kyer         | 15 mai 1988       | États-Unis  | SmartStop                       |  |
| Travis Livermon     | 2 avril 1988      | États-Unis  | SmartStop                       |  |
| Eric Marcotte       | 8 février 1980    | États-Unis  | SmartStop                       |  |
| Travis McCabe       | 12 mai 1989       | États-Unis  | SmartStop                       |  |
| Juan Pablo Villegas | 15 octobre 1987   | Colombie    | 472-Colombia                    |  |

### Victoires

#### Sur route
| Date       | Course                                            | Pays                   | Classe | Vainqueur       |
| ---------- | ------------------------------------------------- | ---------------------- | ------ | --------------- |
| 24/02/2015 | 3e étape de la Vuelta a la Independencia Nacional | République dominicaine | 2.2    | Evan Huffman    |
| 01/03/2015 | 8e étape de la Vuelta a la Independencia Nacional | République dominicaine | 2.2    | Robert Sweeting |
| 03/05/2015 | Classement général du Tour of the Gila            | États-Unis             | 2.2    | Rob Britton     |
| 26/06/2015 | Championnat du Mexique du contre-la-montre        | Mexique                | CN     | Flavio de Luna  |
| 04/08/2015 | 2e étape du Tour de l'Utah                        | États-Unis             | 2.HC   | Jure Kocjan     |

#### En cyclo-cross
| Date       | Course                               | Pays       | Classe | Vainqueur       |
| ---------- | ------------------------------------ | ---------- | ------ | --------------- |
| 03/01/2015 | Kingsport Cyclo-cross Cup, Kingsport | États-Unis | C2     | Travis Livermon |